# Mennonitenkirche Neuwied

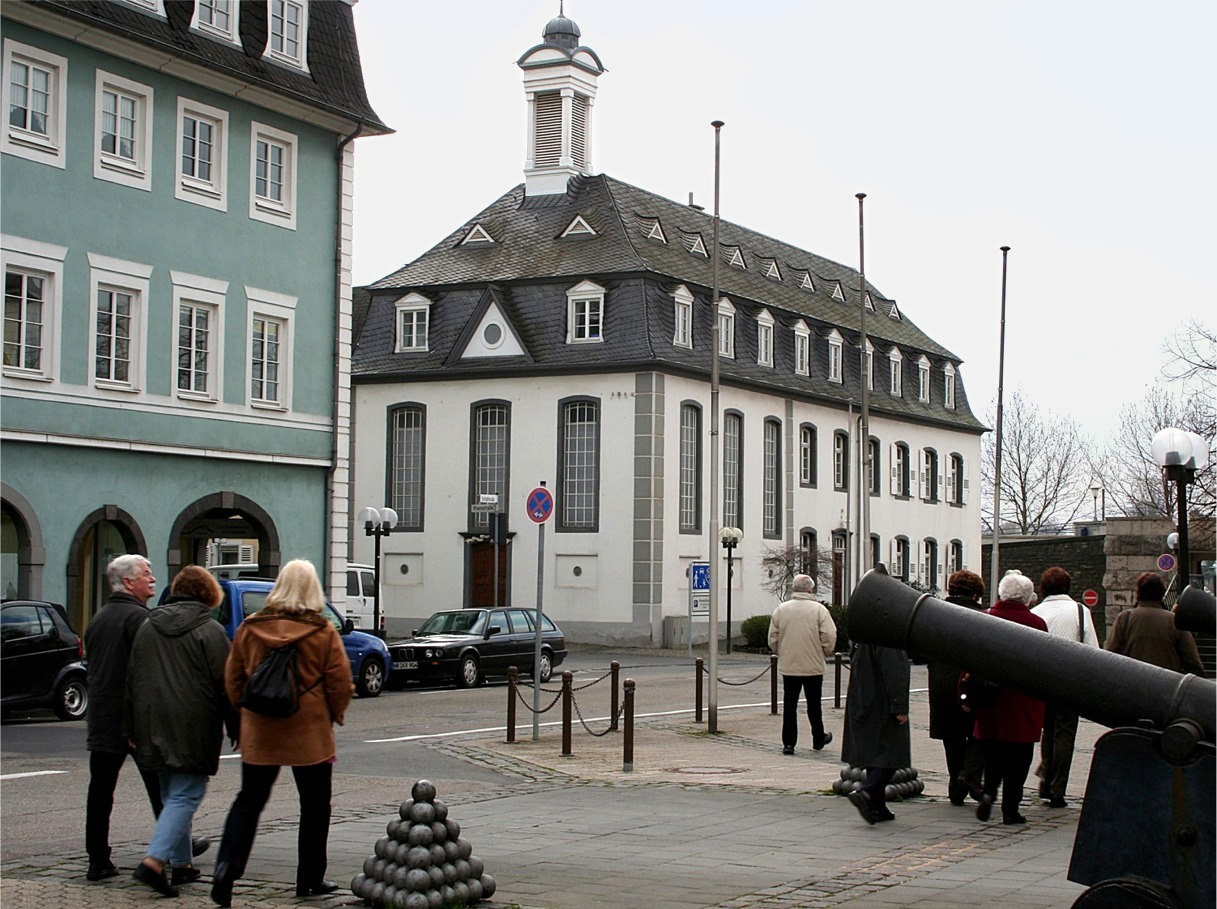
Mennonitenkirche

Die Mennonitenkirche in Neuwied entstand 1768. Sie war bis in das 20. Jahrhundert Versammlungsstätte der örtlichen Mennonitengemeinde. Heute befindet sich in dem Gebäude die städtische Galerie.

## Geschichte
Bereits um 1600 siedelten Mennoniten in der Region. Mit Gründung der Residenzstadt Neuwied kamen viele von ihnen in die neue Stadt und bildeten hier bald eine erste kleine Gemeinde. Ein großer Teil stammte aus der Pfalz und vom Niederrhein. 1680 wurde die täuferische Gemeinde mit einem Privileg der Grafen von Wied anerkannt. Die Neuwieder Mennoniten arbeiteten damals vor allem als Weber und Handwerker.
Im Jahr 1766 begann der Bau einer eigenen Kirche am Ende der Schlossstraße. Die Mennonitenkirche wurde als turmlose Kirche entworfen und entsprechend ihrer Zeit im spätbarocken Stil gebaut. Zwei Jahre später wurde sie im Beisein der Familie von Wied eingeweiht. 1775 wurde die Kirche ausgebaut und bekam ein eigenes Pastorat. 1826 erhielt sie eine Orgel. Im Jahr 1860 finanzierte Hermann zu Wied den Bau eines Kirchturms. Zehn Jahre später wurde die Kirchenglocke gestiftet. Anlass war die Vermählung Wilhelms zu Wied.
Zu Beginn des 20. Jahrhunderts nahm die Anzahl der Mennoniten in Neuwied immer weiter ab. Dennoch wurde die Kirche weiter als Versammlungsort genutzt.
Die Freikirche der Siebenten-Tags-Adventisten, die Adventgemeinde Neuwied, feierte von 1923 bis zum Brand 1984, mit kurzen Unterbrechungen, in der Mennonitenkirche ihre Gottesdienste.
Mit dem Zustrom vertriebener Mennoniten nach dem Zweiten Weltkrieg konnte sich die Gemeinde wieder stabilisieren. Viele siedelten sich außerhalb der Stadt auf der Torney an, wo auch ein mennonitisches Gemeindehaus entstand.
Im Jahr 1968 wurde das 200-jährige Jubiläum der Kirche gefeiert. Kurze Zeit später verkaufte die Mennonitengemeinde die Kirche an die Familie zu Wied und konzentrierte ihre Arbeit ganz auf die Aktivitäten in Torney. 
In der Nacht zum 30. Juli 1984 brannte die Kirche größtenteils ab. Sie wurde von 1986 an wieder aufgebaut und wird seitdem als Galerie der Stadt Neuwied genutzt. 2003 wurden unter dem Titel „Der edle Wilde“ Exponate der Sammlung Bründl ausgestellt. Anfang Januar 2012 teilte die Stadt Neuwied mit, dass sie die Galerie in „Galerie am Deich“ umbenennen wolle, was jedoch innerhalb der Stadt teilweise auf Proteste stieß.